# Ullerslev
Ullerslev è un centro abitato danese situato nella regione della Danimarca Meridionale e sull'isola di Fionia, fa parte del comune di Nyborg.
La cittadina dal 1970 al 2007 è stata capoluogo dell'omonimo comune soppresso nel contesto della riforma amministrativa del 2007.